# Версия (лингвистика)
Ве́рсия — грамматическая категория глагола, разновидность повышающей актантной деривации (наряду с каузативом и аппликативом, вводящим прямое дополнение). Обозначает отношение действия к его косвенному объекту — обычно тому участнику ситуации, в интересах которого совершается действие.
С синтаксической точки зрения выделяются нейтральная (без явно выраженного косвенного дополнения), объектная (центробежная) и субъектная (рефлексивная, центростремительная) версия. При субъектной версии вводимое косвенное дополнение кореферентно подлежащему, при объектной — некореферентно.
Категория версии встречается в картвельских, абхазско-адыгских, семитских языках, может усматриваться в ряде индоевропейских языков. В ряде языков нечётко отграничена от залога.